# Claudio Gomes
Claudio Gomes (* 23. Juli 2000 in Argenteuil) ist ein französisch-guinea-bissauischer Fußballspieler. Der Mittelfeldspieler spielt bei Manchester City und ist französischer Nachwuchsnationalspieler.

## Karriere

### Verein
Gomes wurde am 23. Juli 2020 in Argenteuil, Département Val-d’Oise, geboren und spielte als Jugendlicher für den ASC Val d’Argenteuil und RFC Argenteuil, zwei Teams in seiner Heimatstadt, bevor er 2011 zum Évreux Football Club 27 und zwei Jahre später zu Paris Saint-Germain wechselte.
Am 25. Juli 2018 unterschrieb Gomes bei Manchester City. Er hatte bereits seit Ablauf seines PSG-Vertrags im Juni mit ManCity trainiert und war bereits auf ihrer Tournee durch die USA vor der Saison dabei. Jedoch wollte der Verein warten, bis er 18 wurde, bevor sie ihm einen Vertrag anboten. Sein Profidebüt für ManCity gab er am 5. August 2018 beim 2:0-Sieg gegen den FC Chelsea im FA-Community-Shield-Finale, als er in der Nachspielzeit für John Stones eingewechselt wurde. Er war Kapitän der U23-Mannschaft in mehreren Spielen.
Nach einem weiteren Auftritt für ManCity im League Cup wechselte Gomes für die Saison 2019/20 auf Leihbasis zum PSV Eindhoven, für dessen Reservemannschaft er in der zweiten niederländischen Liga spielte.
Seit 2022 spielt Gomes für US Palermo.

### Nationalmannschaft
Gomes ist Nachwuchsnationalspieler für Frankreich. Er war Kapitän der französischen U17-Nationalmannschaft bei der U-17-Fußball-Europameisterschaft 2017 und bei der U-17-Fußball-Weltmeisterschaft 2017. Bei der Europameisterschaft, in der die Franzosen das Viertelfinale erreichten, kam er in die Mannschaft des Turniers.
Im August 2018 wurde Gomes in die französische U19-Nationalmannschaft berufen, für die Freundschaftsspiele gegen Slowenien, Kroatien und Indien. Ebenfalls wurde er für die U-19-Fußball-Europameisterschaft 2019 ausgewählt.

## Spielstil
Gomes wird von seinen Teamkollegen N’Golo Kanté genannt, die ihn für seine Bemühungen, den Ball wiederzugewinnen, mit dem französischen Mittelfeldspieler vergleichen.

## Persönliches
Gomes ist der Sohn des guinea-bissauischer Fußballspielers Amarildo Gomes, der für AS Beauvais und Stade Rennes in seiner Jugend spielte, bevor er wegen einer Knieverletzung seine Karriere beendete. Sein jüngerer Bruder Ylan Gomes spielt für die Reserve von Le Havre AC. Laut der Le Parisien hat er eine Leidenschaft für die Geschichte, insbesondere der Französischen Revolution.

## Erfolge
Manchester City
- Englischer Ligapokalsieger: 2019
- Englischer Superpokalsieger: 2019